# Aeroport de Zinder
L'Aeroport de Zinder (codi IATA: ZND, codi OACI: DRZR) és un aeroport a prop de Zinder al Níger.